# Église Saint-Léger de Kogenheim
L'église Saint-Léger est un monument historique situé à Kogenheim, dans le département français du Bas-Rhin.

## Localisation
Ce bâtiment est situé rue de l'Église à Kogenheim.

## Historique
L'édifice fait l'objet d'une inscription au titre des monuments historiques depuis 1934.